# Ultan
Ultan fue un monje irlandés que se convertiría en abad. Era hermano de san Furseo y San Foillán. Formó parte de la misión de Furseo a Estanglia en 633, y vivió allí, primero en el monasterio y luego como eremita. En 651 acompañó a su hermano Foillán a Nivelles en la Galia Merovingia donde prosiguieron con la vida monástica.
En una historia apócrifa, cuando una flota de barcos apareció en la costa para saquear un monasterio, Ultan, que tenía algo en su mano derecha, hizo la señal de la cruz con su mano izquierda. Inmediatamente todos los barcos se hundieron, mientras los marineros que intentaban nadar para alcanzar la orilla fueron convertidos en rocas. La historia dio origen al viejo proverbio irlandés «que la mano izquierda de Ultan se oponga».

## Ultan, hermano de San Furseo
San Ultan era hermano de Furseo o Fursa, y de Foillán de Fosses. Era, aparentemente, el hijo de una mujer de estirpe real llamada Gelges, hija de Áed de Connacht (posiblemente Áed mac Echach).
El Venerable Beda, en su Historia ecclesiastica gentis Anglorum, relata que Ultan se unió a la misión dirigida por Furseo a Estanglia alrededor de 633, siendo rey Sigeberto de Estanglia. El monasterio al que se incorporó estaba ubicado en el interior de un antiguo fuerte romano de piedra situado cerca del mar, en un lugar llamado Cnobheresburg. El rey les recibió y dotó el monasterio, dotación ampliada posteriormente por el rey Anna y su nobles.  El sitio se suele identificar con Burgh Castle (Norfolk) cerca de la desembocadura del Yare, identificado con el Garianonum que aparece en la Notitia dignitatum y de la descripción de Claudio Ptolomeo.
Después de varios años en los que sirvió a prueba en el monasterio en Cnobheresburg, Ultan abandonó el monasterio para vivir como un ermitaño. Alrededor de 643 Furseo entregó sus tareas a Foillan y se unió a Ultan, sin llevarse nada, y vivieron durante un año de su trabajo y una vida contemplativa. Sin embargo, el reino fue perturbado por las incursiones paganas y Furseo abandonó Estanglia alrededor de 644, confiando el monasterio y sus hermanos a Foillan. Después de ser recibido por Erquinoaldo en Péronne y por Clodoveo II y la reina Batilda, Furseo recibió una finca en Lagny en el Marne, donde construyó un monasterio.
Un registro preservado en Nivelles muestra que Foillan y sus hermanos (incluyendo Ultan) abandonaron Estanglia con la ayuda del rey Anna en 651, cuando el monasterio fue atacado por Penda de Mercia, y el propio Anna tuvo que exiliarse. Foillan y Ultan se llevaron objetos preciosos y libros del monasterio, y después de desafortunados tratos con Erquionaldo fueron recibidos por Gertrudis de Nivelles y su madre Itta. Foillan partió para fundar un monasterio en Fosse (ahora Fosses-la-Ville) cerca de Namur con el ánimo y apoyo de Itta, pero fue asesinado poco después junto con algunos compañeros por unos bandidos, durante un viaje de Nivelles a Fosse.

## Músico
Según Grattan Flood, "Sobre el año 653, Santa Gertrudis, de Brabante, (hija de Pipino, Mayordomo del Palacio), abadesa de Nivelle, en Brabante, envió por S. Foillan y S. Ultan, "hermanos de nuestro celebrado San Furseo" (Patron De Perrone), para enseñar salmodia a sus monjas. Estos dos monjes irlandeses cumplieron con su petición, y construyeron un monasterio contiguo en Fosse, en la diócesis de Lieja."